# Кулебаки
Кулебаки (на руски: Кулебаки) е град в Русия, административен център на Кулебакски район, Нижегородска област. Населението на града към 1 януари 2018 година е 32 518 души.